# 长孙翰
长孙翰（？—430年），一作长孙汗，鲜卑姓拔拔氏，代人，蓝田侯长孙肥子。

## 生平
长孙翰有父风，道武帝拓跋珪时，长孙翰以善骑射为猎郎。天赐五年（408年），长孙肥卒，袭爵蓝田侯。次年，拓跋珪被害，其子拓跋嗣在外，长孙翰与拓跋磨浑等迎立拓跋嗣为明元帝，长孙翰以功为散骑常侍。以功转任平南将军。率军镇守北境，防备柔然，威名甚著，进爵为蓝田公。长孙翰清正严明，善抚将士。后为都督北部诸军事、平北将军。魏太武帝时，长孙翰回到平城，以战功封平阳王，加安集将军。始光元年（424年），从征柔然，率北部诸将从参合陂攻打柔然别将阿伏干，斩首数千级，获得战马万余匹。次年，和东平公娥清出长川追击柔然可汗大檀，有战功，官至司徒。始光四年（427年），攻打夏国赫连昌，和廷尉长孙道生追击赫连昌到高平。后来击败柔然可汗大檀的弟弟匹黎，奉诏镇抚安置在漠南的柔然百姓。长孙翰死后，谥号威。

## 家庭

### 夫人
- 赫连氏，赫连昌之女[1]

### 子女
- 长孙平成，北魏南部尚书、平阳公
- 长孙侯，北魏冠军将军、散骑常侍、殿中尚书、竟陵侯[1]